# Починки (Вознесенський район)
Починки (рос. Починки) — присілок в Вознесенському районі Нижньогородської області Російської Федерації.
Населення становить 251 особу. Входить до складу муніципального утворення Кріушинська сільрада.

## Історія
Від 2004 року входить до складу муніципального утворення Кріушинська сільрада.

## Населення
| 1999 | 2002 | 2010 |
| ---- | ---- | ---- |
| 307  | ↘265 | ↘251 |